# باست (کانزاس)
باست (به انگلیسی: Bassett) شهری در ایالت کانزاس کشور ایالات متحده آمریکا است که جمعیت آن در سرشماری سال ۲۰۱۰ میلادی، ۱۴ نفر بوده‌است.